# اوراکایوو (شهرستان یانائولسکی، باشقیرستان)
اوراکایوو (انگلیسی: Urakayevo, Yanaulsky District, Republic of Bashkortostan) یک شهرک در شهرستان یانائولسکی استان باشقیرستان کشور روسیه است.